# Wally Yonamine
Wallace Kaname „Wally“ Yonamine (jap. 「ウォーリー」 与那嶺 要, „Uōrī“ Yonamine Kaname; * 24. Juni 1925 auf Maui, Hawaii-Territorium; † 28. Februar 2011 in Honolulu, Hawaii) war ein US-amerikanischer American-Football-Spieler, Baseballspieler und -trainer. Der Outfielder war der erste Amerikaner der Nachkriegszeit im japanischen Profibaseball, in den 1950ern ein Starspieler bei den Yomiuri Giants und in den 1970ern Manager der Chūnichi Dragons. 1994 wurde er in die Yakyū Dendō, die japanische Baseball Hall of Fame, aufgenommen.
Yonamine war ein Nisei, also ein japanischer Amerikaner zweiter Generation. Sein Vater stammte aus Nakagusuku, Präfektur Okinawa, seine Mutter aus der Präfektur Hiroshima. Nach dem Zweiten Weltkrieg spielte er zunächst Profifootball: Bei den San Francisco 49ers in der AAFC hatte er in deren zweiten Saison 1947 drei Einsätze als Runningback und war damit der erste asiatische Amerikaner in der heutigen NFL. Nach einer Verletzung am Handgelenk entließen ihn die 49ers 1948 und Yonamine wechselte zum Baseball.
Nach kurzer Zeit bei den Salt Lake Bees, einem C-Minor-League-Team, das mit den San Francisco Seals verbunden war, und im AJA Baseball in Hawaii beim Asahi Club, einem Symbol der japanisch-hawaiianischen Gemeinschaft, wurde Yonamine 1951 von Scouts der Yomiuri Giants entdeckt. Während der Saison wurde er unter Vertrag genommen, hatte seine ersten 54 Einsätze in der Central League und gewann den ersten von vier Meistertiteln mit den Giants, die zweite „goldene Ära“ der Mannschaft. Bis 1957 hatte er in jeder Saison Batting Averages über .300, dreimal (1954, 1956 und 1957) den höchsten der Liga. 1957 wurde er auch als MVP der Central League ausgezeichnet. Ab 1952 wurde er sieben Mal in Folge in die Best Nine aufgenommen und nahm acht Mal in Folge an den All-Star Games teil. Meist wurde Yonamine mit seinen starken Bunts, effektivem Baserunning und aggressiven Slides hinter Chiba Shigeru an Nummer 2 des Lineups eingesetzt. Nach der Spielzeit 1960, als die Giants erstmals seit sechs Jahren die Nippon Series verpassten, wechselte er zu den Chūnichi Dragons, wo er aber nach nur 83 Einsätzen in zwei Jahren seine Karriere beendete. Ein bis heute gültiger Rekord aus seiner Zeit als Spieler sind elf gestohlene Home Bases.
Ab 1969 arbeitete Yonamine als Hitting Coach, zunächst weiter für die Dragons, ab 1967 für die Tōkyō Orions, bevor er drei Jahre später als Head Coach wieder zu Chūnichi zurückkehrte. Zum Ende der Saison 1971 beendete Manager Mizuhara Shigeru seine Karriere beendete und Yonamine wurde sein Nachfolger. Nach zwei dritten Plätzen gelang es ihm 1974, die neunjährige Serie der Giants zu brechen, die Dragons zum Ligatitel und damit der ersten Nippon-Series-Teilnahme seit 20 Jahren zu führen. Allerdings unterlag Chūnichi den Lotte Orions unter Kaneda Masaichi mit 2–4. 1977 trat er als Dragons-Manager zurück und arbeitete weiter als Coach für verschiedene Mannschaften, zuletzt ab 1985 für die Nippon Ham Fighters.
Nach der Saison 1988 kehrte Yonamine in die Vereinigten Staaten zurück und lebte in seiner Heimat Hawaiʻi. 1994 wurde er in die Hall of Fame gewählt. In den 2000er Jahren kehrte er für einen Auftritt in der Pro Yakyū Masters League und eine symbolische Spieleröffnung noch einige Male nach Japan zurück. 2011 starb er in Honolulu an Prostatakrebs.